# Paul Gordon (Musiker)
Paul Christian Gordon (* 19. Oktober 1963 in Everett, Massachusetts; † 18. Februar 2016 in Nashville, Tennessee) war ein amerikanischer Musiker, Komponist und Produzent. Als Keyboarder und Gitarrist war er Mitglied von New Radicals und von 2007 bis zu seinem Tod Keyboarder und Rhythmusgitarrist der B-52s.

## Frühes Leben
Paul Gordon wurde am 19. Oktober 1963 in Everett, Massachusetts als Sohn von Reverend Calvin Paul Gordon und Barbara „Landry“ Gordon geboren. 1966 zog die Familie nach Newport, Rhode Island um, wo der Vater die Evangelical Friends Church leitete. Paul Gordon absolvierte 1981 die Rogers High School.

## Karriere
Gordon arbeitete mit Joseph Williams, Toto, Natasha Bedingfield, Goo Goo Dolls, The B-52s, Danielle Brisebois, New Radicals, Jennifer Nettles, Lisa Marie Presley, Charles & Eddie, The Devlins, Eran DD, Jeffrey Gaines, John Gregory, Nona Hendryx, Carly Hennessy, The Juliet Dagger, Jill Jones, Chaka Khan, Lila McCann, Mandy Moore, Jenni Muldaur, Trine Rein, Wild Orchid und David Yazbek.
Er komponierte darüber hinaus Musik für Fernseh- und Filmmusik. Zu seinen Kunden gehörten The Fox Network, ABC Family und Spike TV. Einige der Kompositionen, die er geschrieben oder mitgeschrieben hat, enthalten Melodien für Digimon, Transformers: Robots in Disguise, Power Rangers Wild Force, die Great Pretenders und Stripperella.

## Persönliches Leben
Gordon war mit Jennifer „Lysak“ Gordon verheiratet. Sie hatten zwei Söhne.

## Tod
Am 18. Februar 2016 starb Gordon im Alter von 52 Jahren in Nashville, Tennessee an den Folgen einer Herzerkrankung.